# Castello di Castelnuovo Fogliani
Il castello di Castelnuovo Fogliani, fino al 1472 noto come Castelnuovo dei Terzi, era una imponente rocca medievale. Interamente riedificato nel secolo XVII nelle forme di palazzo signorile  secondo un progetto attribuito all’architetto Luigi Vanvitelli, della possente struttura medievale conserva soltanto la svettante torre, alzata nel 1377 dal condottiero visconteo Niccolò Terzi il Vecchio, e dai Terzi, Signori di Sissa e di Belvedere.
Così ne scrive lo Zuccagni-Orlandini: “si eleva quasi isolato in riva all'Ongina, portava nel secolo XII il nome di M. Bello o di Belmonte, per l'amenissime prospettive che si godono in quell'alture. I Pelavicino vi costruirono alcuni fabbricati, e li munirono di bastioni e fortilizj. Restarono questi danneggiati dal furore delle fazioni, ma Niccolò Terzi, succeduto nel possesso del feudo, fece ricostruire nel 1377 l'elevata torre, e cosi venne a cambiarsi il nome di Belmonte in Castelnuovo: questo fortilizio resta tuttora in piedi, nel lato di una vasta piazza”.

## Storia
L’antico maniero medievale, eretto nel XII secolo, fu dimora e base strategica di potenti casati parmigiani e padani, quali i da Correggio, i Pallavicino e quindi i Terzi di Parma. Nel 1364 Niccolò il Vecchio acquistò dal piacentino Gherardo Visconti le giurisdizioni di Castelnuovo e di Casale Albino che poi gli furono assegnate in feudo nel 1386 dal signore di Milano Gian Galeazzo Visconti.
L'anno successivo, nel 1387, l'imperatore Venceslao di Lussemburgo con proprio diploma siglato a Norimberga, confermava l’infeudazione di quelle terre, e di numerose altre minori nel Parmense, a Niccolò Terzi il Vecchio, e ai suoi discendenti: i figli Ottobuono, con il fratello Giacomo, e quindi il nipote Niccolò de' Terzi, il Guerriero che, nel confliggere di alterne vicende, riuscirono a conservarne il possesso sino al 1449. Il castello, divenuto la principale base strategica del casato, ebbe allora il nome di Castelnuovo dei Terzi.
Sconfitto e costretto all’esilio presso la corte dei Gonzaga di Mantova, Niccolò il Guerriero, nel 1449, da Francesco Sforza, nuovo signore di Milano, il castello, dal 1450, venne infeudato ai Conti di Sissa e Belvedere Terzi di Sissa.
In seguito fu assegnato ai Dalla Porta, poi ai Visconti di Piacenza. Nel 1466 il duca Galeazzo Maria Sforza, figlio di Francesco, investì il fratellastro Tristano Sforza del feudo onorifico terra Castrinovi.
Defunto Tristano, nel 1472, il feudo fu assegnato a Lodovico Fogliani da Reggio, che aveva sposato in seconde nozze la madre del duca Francesco Sforza, Lucia Terzani.

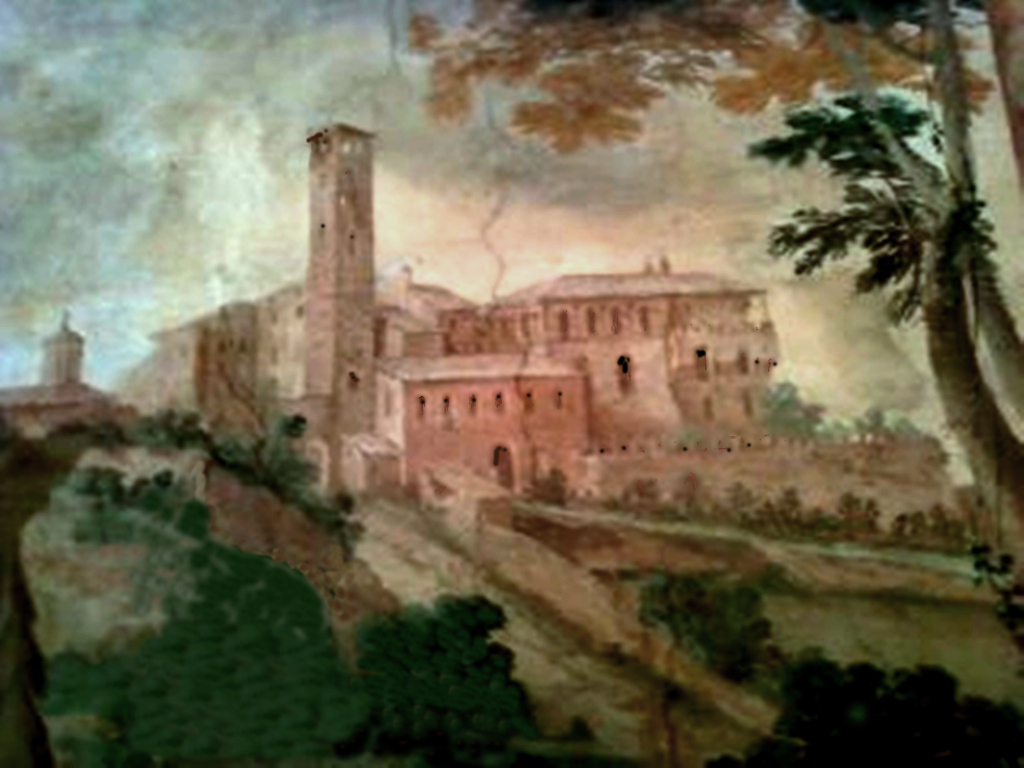
Il castello in un affresco conservato all'interno dell'edificio

Nel 1479 il figlio di Lodovico, Corrado Sforza Fogliani, capostipite dell’illustre casato piacentino dei marchesi Sforza Fogliani d’Aragona, ebbe l’investitura del feudo di Castelnuovo che da allora si mantenne per tre secoli tra i possedimenti della casata, dando il nuovo nome al castello e al borgo di Castelnuovo Fogliani che tuttora lo distingue.
Intorno al XVII secolo il castello ha vissuto il suo periodo di massimo splendore, grazie soprattutto al rifacimento architettonico del Vanvitelli deciso dal duca Giovanni Fogliani. Nel 1769 questi lasciò eredi di tutti i propri beni il nipote Federico Meli Lupi di Soragna con l’obbligo di assumere il Casato dei Fogliani.

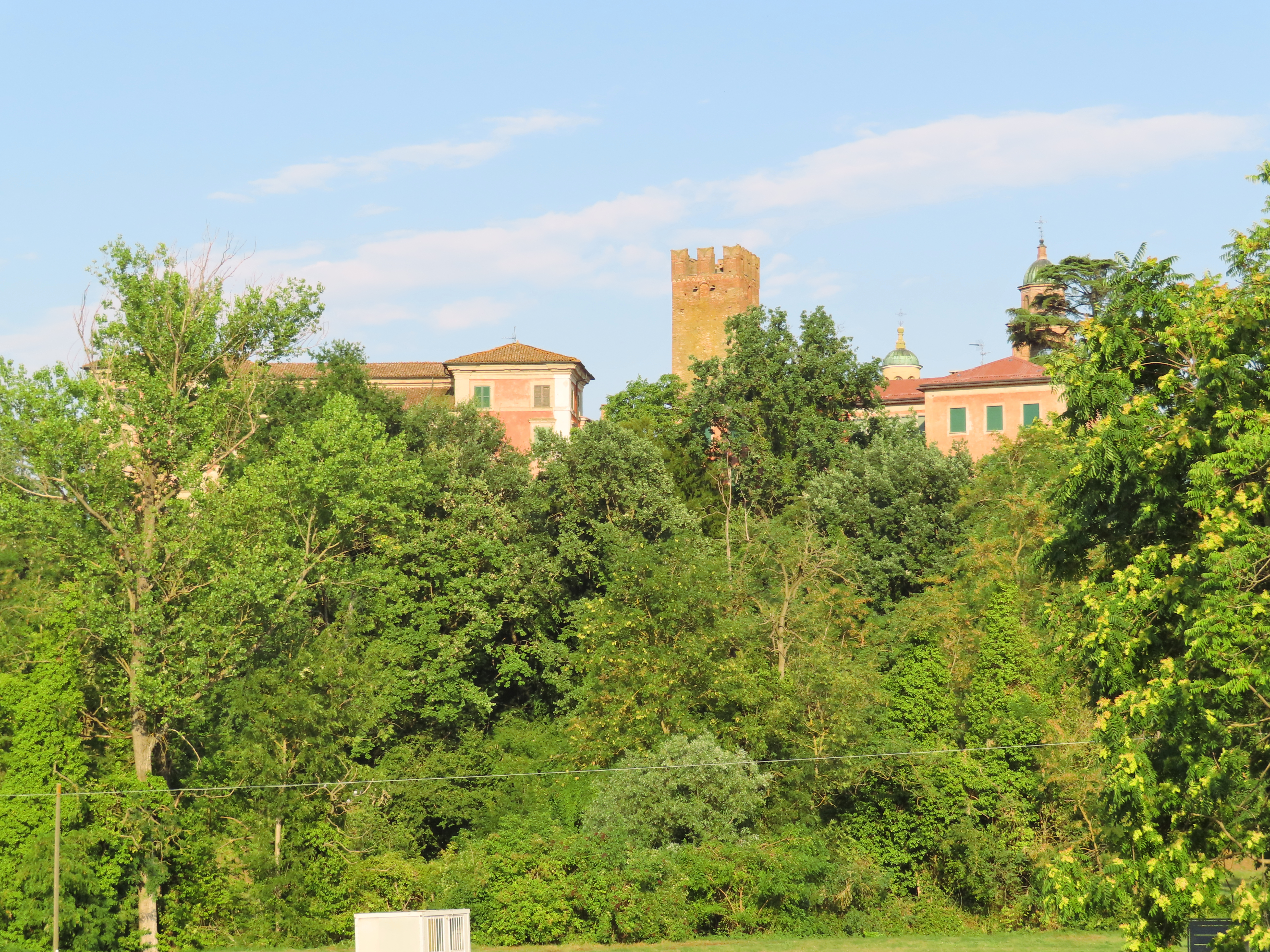
Lato ovest

L’ultimo discendente della famiglia fu Federico, che nominò erede universale la figlia Clelia Sforza Fogliani d’Aragona, consorte e presto vedova del marchese Pallavicino di Parma. La duchessa, senza discendenza, nel 1925 poco prima della sua morte, donò il palazzo-castello di Castelnuovo alla Chiesa di Roma. Papa Pio XI decise di farne una sede universitaria riservata alle religiose intenzionate a perfezionare gli studi. Padre Agostino Gemelli, responsabile dell’Istituto, fondatore e rettore dell’Università Cattolica del Sacro Cuore di Milano, si assunse l’incarico di organizzarla e già nel 1926 venne inaugurato il primo anno accademico.